# 3-й військовий округ (Третій Рейх)

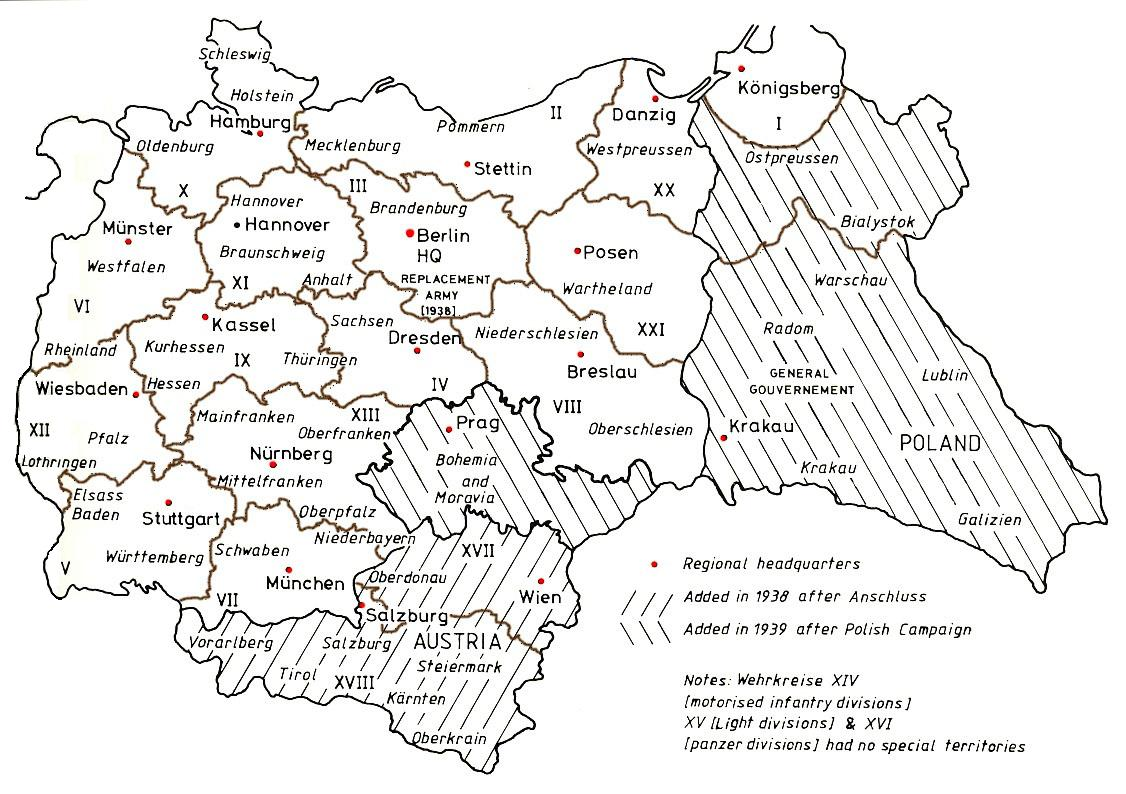
Карта військово-адміністративного розподілу Третього Рейху на 1944 рік

3-й військовий округ (нім. Wehrkreis III) — одиниця військово-адміністративного поділу Збройних сил Німеччини за часів Веймарської республіки та Третього Рейху.

### Командування
Командувачі

#### Рейхсвер
- генерал-лейтенант Бурггард фон Офен (нім. Burghard von Oven) (30 вересня 1919 — 8 лютого 1920);
- генерал артилерії Герман Румшеттель (нім. Hermann Rumschöttel) (8 лютого 1920 — 16 червня 1921);
- генерал від інфантерії Ріхард фон Берендт (нім. Richard von Berendt) (16 червня — 3 серпня 1921);
- генерал кавалерії Рудольф фон Горн (нім. Rudolf von Horn) (3 серпня 1921 — 31 січня 1926);
- генерал від інфантерії Отто Гассе (нім. Otto Hasse) (1 лютого 1926 — 1 квітня 1929);
- генерал від інфантерії Рудольф Шнівіндт (нім. Rudolf Schniewindt) (1 квітня — 1 жовтня 1929);
- генерал від інфантерії Йоахім фон Штюльпнагель (нім. Joachim von Stülpnagel) (1 жовтня 1929 — 1 лютого 1932);
- генерал від інфантерії Герд фон Рундштедт (нім. Gerd von Rundstedt) (1 лютого — 1 жовтня 1932);
- генерал-лейтенант барон Вернер фон Фріч (нім. Werner Freiherr von Fritsch) (1 жовтня 1932 — 1 лютого 1934).

#### Вермахт
- генерал-лейтенант Ервін фон Віцлебен (нім. Erwin von Witzleben) (1 лютого 1934 — 10 листопада 1938);
- генерал артилерії Курт Гаазе (нім. Curt Haase) (10 листопада 1938 — 26 серпня 1939);
- генерал кавалерії барон Франц Марія фон Дальвіг цу Ліхтенфельс (нім. Franz Freiherr von Dalwigk zu Lichtenfels) (26 серпня 1939 — 28 лютого 1943);
- генерал від інфантерії Йоахім фон Корцфляйш (нім. Joachim von Kortzfleisch) (1 березня 1943 — 24 січня 1945);
- генерал-лейтенант Бруно Ріттер фон Гауеншільд (нім. Bruno Ritter von Hauenschild) (26 січня — 6 березня 1945);
- генерал інженерних військ Вальтер Кунце (нім. Walter Kuntze) (15 березня — травень 1945).